# BMC生态学与演化
BMC生态与进化（英語：BMC Ecology and Evolution）原名BMC进化生物学（英語：BMC Evolutionary Biology），是经过同行评审且开放获取的科学期刊，涵盖了进化生物学的所有领域，包括系统发生学和古生物学。该期刊成立于2001年，是现代生物出版集团出版的BMC系列期刊的组成部分。

## 摘要和索引
该期刊的摘要和索引如下：
- 医学索引/MEDLINE/PubMed[1]
- 生物学文摘（预评）数据库[2]
- 化学文摘社
- EMBASE
- Scopus[3]
- The Zoological Record[2]
- CAB International
- 科学引文索引[2]
- Current Contents/Agriculture, Biology & Environmental Sciences[2]

根据期刊引证报告的说法，该期刊2020年的影响因子为3.260。